# 화성 용주사 상량문
화성 용주사 상량문(華城 龍珠寺 上樑文)은 경기도 화성시 용주사에 있는 조선시대의 상량문이다. 1972년 5월 4일 경기도의 유형문화재 제13호로 지정되었다.

## 개요
정조 14년(1790) 용주사를 건립할 때 정조의 명으로 채제공(1720∼1799)이 직접 짓고 글씨를 쓴 것이다.
정조 13년(1789)에 정조는 아버지 사도세자 무덤을 양주 배봉산(지금의 서울 청량리 일대)에서 화성의 화산으로 옮겨 현륭원이라 이름짓고 사도세자를 장헌세자로 높혔다. 그리고 그 이듬해 용주사를 건립하여 아버지의 명복을 빌도록 하였다.
이 상량문은 중국의 소주지방에서 생산된 공단(두꺼운 비단 일종)에 쓰였는데 공단은 200년이 지난 지금까지 퇴색하지 않고 원래 모습 그대로 남아있다. 상량문의 내용은 용주사의 건립 내력과 공사날짜 등을 기록하고 있다.

## 참고 문헌
- 용주사상량문 - 국가유산청 국가유산포털